# Saint-Jean-du-Corail-des-Bois
Saint-Jean-du-Corail-des-Bois là một xã thuộc tỉnh Manche trong vùng Normandie tây bắc nước Pháp. Xã này nằm ở khu vực có độ cao trung bình 116 mét trên mực nước biển.